# Super League (vrouwenvoetbal Zwitserland)
De Super League (ook wel bekend als de Nationalliga A) is de hoogste voetbalcompetitie voor vrouwen in Zwitserland. Er zijn 10 ploegen actief in deze competitie. Recordkampioen is FC Zürich Frauen, met 23 titels.
Na 18 gespeelde wedstrijden spelen de beste acht clubs play-off wedstrijden. De winnaar van deze wedstrijden mag zich kronen tot kampioen van de competitie. De finalisten van de play-offs verdienen beide een plek in de Champions League. De nummers 9 en 10 van de reguliere competitie spelen promotie/degradatie wedstrijden tegen de nummer één van de Nationalliga B.

## Aantal kampioenschappen per club
| Club             | Aantal |
| ---------------- | ------ |
| FC Zürich Frauen | 23     |
| YB Frauen        | 11     |
| SC LUwin.ch      | 5      |
| DFC Aarau        | 4      |
| DFC Sion         | 2      |
| DFC Alpnach      | 1      |
| FC Rapig Lugano  | 1      |
| FC Schwerzenbach | 1      |
| FFC Zuchwil 05   | 1      |
| FC Neunkirch     | 1      |
| Servette FC      | 1      |